# 巴彥阿烏爾區
50°50′24″N 75°40′12″E / 50.84000°N 75.67000°E

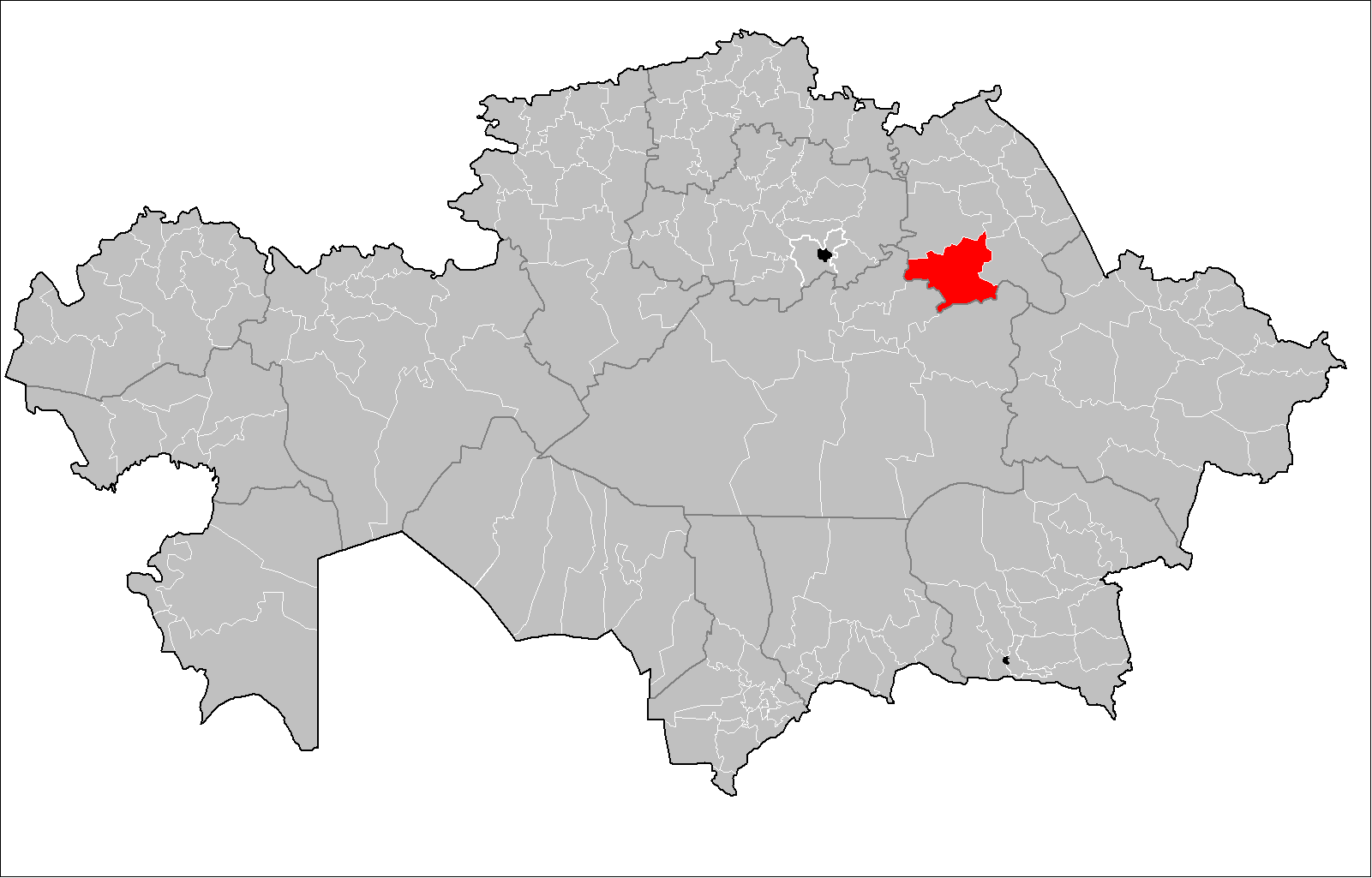

巴彥阿烏爾區（Bayanaul District）是哈薩克斯坦的行政區，位於該國東北部，由巴甫洛達爾州負責管轄，首府設於巴彥阿烏爾，始建於1938年，面積18,500平方公里，2013年人口27,899。